# NGC 2914
NGC 2914 (również PGC 27185, UGC 5096 lub Arp 137) – galaktyka spiralna z poprzeczką (SBab), znajdująca się w gwiazdozbiorze Lwa. Odkrył ją William Herschel 3 marca 1786 roku.